# Robert James Blair
Robert James Blair (* 7. August 1981 in Edinburgh) ist ein schottischer Badmintonspieler, der später für England startete.

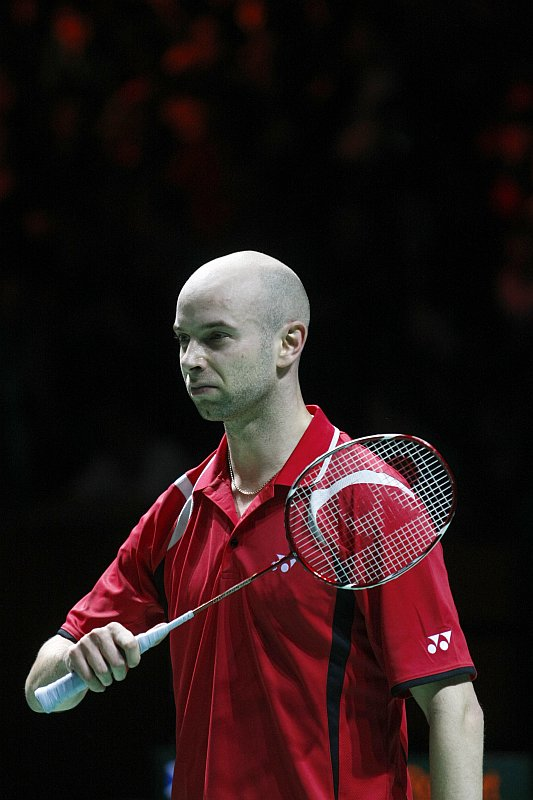
Robert James Blair

## Karriere
Seine ersten Erfolge waren die Gewinne von Juniorentiteln im Einzel, Doppel und Mixed in Schottland 1997. In seiner Laufbahn gewann er unter anderem die Bulgarian International, Austrian International, Scottish Open, Irish Open, Spanish International und Portugal International. In Deutschland wurde er von EBT Berlin engagiert und wurde mit dem Hauptstadtteam zweimal Vizemeister. Bei Olympia 2004 wurde er Neunter.

## Erfolge
| Saison    | Veranstaltung                         | Disziplin    | Platz | Name |
| --------- | ------------------------------------- | ------------ | ----- | --- |
| 1997      | Schottland: Juniorenmeisterschaften   | Mixed        | 1     | Robert Blair / Helen Blair |
| 1997      | Schottland: Juniorenmeisterschaften   | Herrendoppel | 1     | Robert Blair / David Gordon |
| 1998      | Schottland: Juniorenmeisterschaften   | Mixed        | 1     | Robert Blair / Helen Blair |
| 1998      | Schottland: Juniorenmeisterschaften   | Herreneinzel | 1     | Robert Blair |
| 1998      | Schottland: Juniorenmeisterschaften   | Herrendoppel | 1     | Robert Blair / Russel Hopkins |
| 1999      | Schottland: Juniorenmeisterschaften   | Herrendoppel | 1     | Robert Blair / Keith Paterson |
| 2000      | Schottland: Juniorenmeisterschaften   | Herreneinzel | 1     | Robert Blair |
| 2000      | Schottland: Juniorenmeisterschaften   | Mixed        | 1     | Robert Blair / Fiona Sneddon |
| 2000      | Schottland: Juniorenmeisterschaften   | Herrendoppel | 1     | Ewan Alexander / Robert Blair |
| 2001      | Scottish Open                         | Mixed        | 1     | Robert Blair / Natalie Munt |
| 2001      | Irish Open                            | Mixed        | 1     | Robert Blair / Natalie Munt |
| 2001      | Irish Open                            | Herrendoppel | 1     | Stephen Foster / Robert Blair |
| 2001      | Bulgarian International               | Mixed        | 1     | Robert Blair / Natalie Munt |
| 2002      | Irish Open                            | Herrendoppel | 1     | Robert Blair / Ian Palethorpe |
| 2002      | China: Internationale Meisterschaften | Mixed        | 5     | Robert Blair / Natalie Munt |
| 2002      | Scottish Open                         | Mixed        | 1     | Robert Blair / Natalie Munt |
| 2002      | Austrian International                | Herrendoppel | 1     | James Anderson / Robert Blair |
| 2003      | Spanish International                 | Mixed        | 1     | Robert Blair / Natalie Munt |
| 2004      | Portugal International                | Herrendoppel | 1     | Simon Archer / Robert Blair |
| 2004/2005 | Deutsche Mannschaftsmeisterschaft     | Mannschaft   | 2     | SG EBT Berlin (Xuan Chuan, Robert Blair, Conrad Hückstädt, Kasperi Salo, Christian Haustveit, Tim Dettmann, Fabian Zilm, Nicole Grether, Joanne Nicholas) |
| 2005      | Greece International                  | Herrendoppel | 1     | Anthony Clark / Robert Blair |
| 2005      | Hongkong Open                         | Herrendoppel | 3     | Anthony Clark / Robert Blair |
| 2005/2006 | Deutsche Mannschaftsmeisterschaft     | Mannschaft   | 2     | SG EBT Berlin (Xuan Chuan, Robert Blair, Tim Dettmann, Fredrik Bergström, Conrad Hückstedt, Kasperi Salo, Nicole Grether, Juliane Schenk)                 |
| 2006      | Dutch Open                            | Mixed        | 1     | Robert Blair / Jenny Wallwork |
| 2006      | England: Einzelmeisterschaften        | Herrendoppel | 1     | Robert Blair / Anthony Clark |
| 2007      | England: Einzelmeisterschaften        | Herrendoppel | 1     | Robert Blair / Anthony Clark |
| 2007      | Scottish Open                         | Mixed        | 1     | Robert Blair / Imogen Bankier |
| 2007      | Scottish Open                         | Herrendoppel | 1     | Robert Blair / Sun Jun |
| 2011      | German Open                           | Mixed        | 1     | Robert Blair / Gabrielle White |
| 2012      | Bulgarian International               | Herrendoppel | 1     | Robert Blair / Tan Bin Shen |
| 2013      | Bulgarian International               | Mixed        | 1     | Robert Blair / Imogen Bankier |
| 2014      | German Open                           | Mixed        | 1     | Robert Blair / Imogen Bankier |
| 2014      | Spanish International                 | Mixed        | 1     | Robert Blair / Imogen Bankier |